# Rugeley
Rugeley  este un oraș în comitatul Staffordshire, regiunea West Midlands, Anglia. Orașul se află în districtul Cannock Chase.